# MIMO massif
 (mai 2017).
Si vous disposez d'ouvrages ou d'articles de référence ou si vous connaissez des sites web de qualité traitant du thème abordé ici, merci de compléter l'article en donnant les références utiles à sa vérifiabilité et en les liant à la section « Notes et références ».
Le MIMO massif (en anglais : Massive MIMO, Large-Scale Antenna Systems, Very Large MIMO, Hyper MIMO, Full-Dimension MIMO, ARGOS) est une technologie émergente pour les nouveaux systèmes de communication et de l'internet des objets, basée sur l'usage de centaines d'antennes interférant entre elles. C'est une des techniques candidates pour la 5G et pour succéder à la 4G LTE et LTE-A. Parmi les évolutions, on peut citer une connectivité élevée et des équipements à faible coût pour s'adapter à la croissance du nombre de périphériques, la capacité de s'adapter aux environnements de haute densité, la mobilité afin de s'assurer que l'expérience suit l'utilisateur, une latence de transmission réduite pour la réalité augmentée et l'internet tactile, l'efficacité énergétique satisfaisant aux directives de communications vertes et bien sûr le débit et la sécurité.

## Contexte
Le MIMO ou Multiple Input Multiple Output est une technique de transmission utilisée dans les systèmes modernes de communication. Cette méthode consiste à exploiter l'effet multitrajets ainsi que la richesse du canal de propagation dans les cellules urbaines pour améliorer la performance du système en général. Cette amélioration peut se faire à travers la diversité spatiale (envoyer la même information sur plusieurs antennes) ou bien multiplexer les données sur des canaux parallèles pour servir un utilisateur avec plusieurs antennes (MIMO) ou plusieurs utilisateurs  (Multi-user MIMO alias MU-MIMO). 
De gros avantages sont promis par l'intégration du Massive MIMO dont une meilleure fiabilité des communications, une latence réduite, des débits plus élevés ainsi que d'autres avantages vitaux pour l'intégration promise de la 5G à partir de 2020. 
Massive MIMO n'est pas une simple extension linéaire du MIMO mais présente des particularités, des avantages et des difficultés d'implémentation spécifiques.

## Définition et représentation
De nombreuses études indiquent qu'en 2020, nous aurons des volumes de données échangées atteignant 1018 octets / mois (Exaoctets) et le nombre des équipements électroniques communicants dépassera de trois fois la population, surtout à cause de l'émergence de l'internet des objets et des villes intelligentes ou smart cities.
Afin de faire face à cette évolution massive des systèmes d'échange de données, les nouvelles technologies doivent satisfaire différents besoins. L'une de ces technologies est le MIMO massif ou le MIMO à grande échelle. Le principe est l'exploitation de la dimension spatiale, créant ainsi de nombreux degrés de liberté en utilisant le principe de la transmission simultanée par multiplexage spatial. Servir différents utilisateurs dans la même ressource temps-fréquence peut être considéré comme un élément-clé pour la cinquième génération de réseaux mobiles en raison de la limitation des fréquences disponibles dans le spectre de fréquence et pour répondre aux contraintes d'efficacité spectrale. 

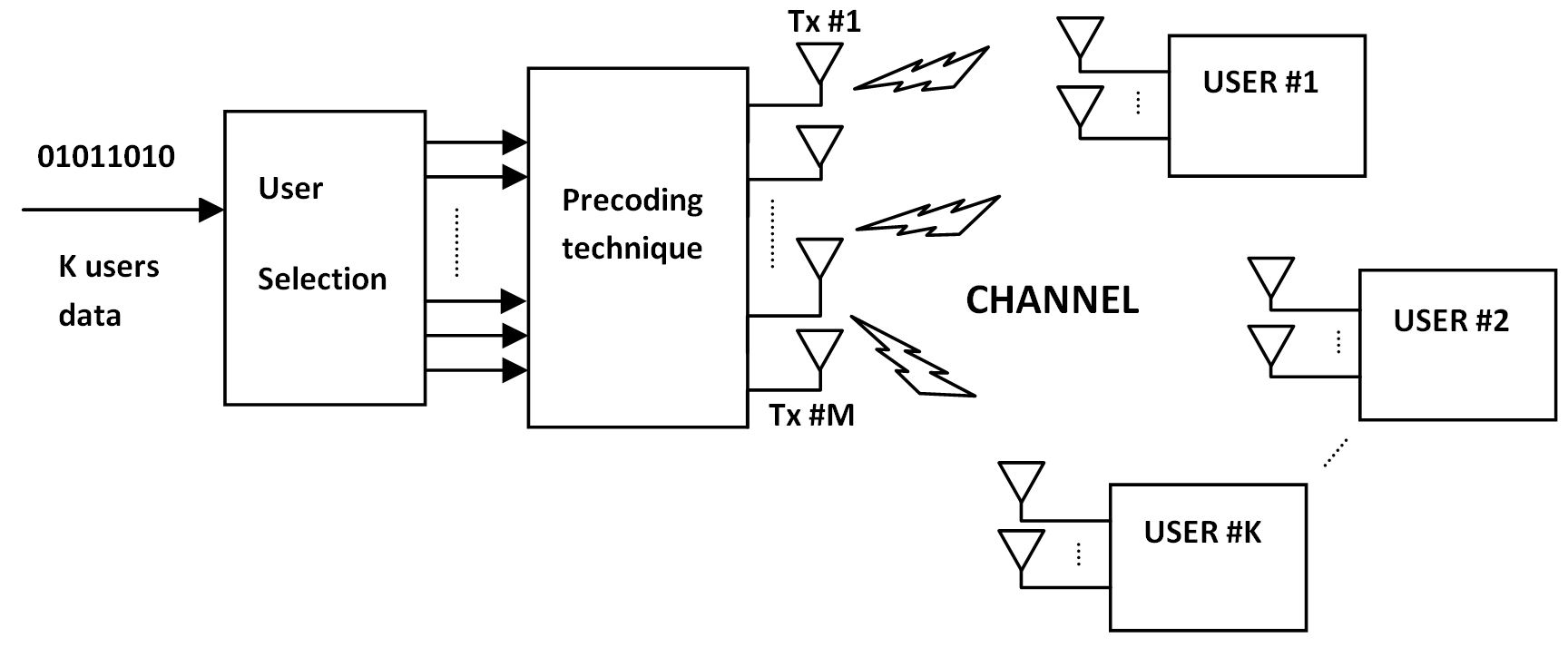
Modèle Massive MIMO- M antennes et K utilisateurs

Cette technologie consiste à équiper une station de base avec un nombre élevé M d’antennes pour servir un nombre d'utilisateurs K sous la supposition M >> K. Les K utilisateurs peuvent avoir plusieurs antennes dans leurs terminaux. Le modèle d'un système Massive MIMO est proche de celui du Multi-user MIMO déjà utilisé en LTE-Advanced.

## Avantages et défis
Les grands réseaux d'antennes rendent le traitement du signal conventionnel extrêmement complexe. L'interrogation principale est de savoir si cet important gain de multiplexage est réalisable avec des techniques de faible complexité et une réalisation matérielle d'un coût raisonnable. Dans la publication « Noncooperative Cellular Wireless with Unlimited Numbers of Base Station Antennas », l'auteur démontre que l'utilisation d'un nombre élevé d'éléments rayonnants à l'émetteur, associé à un certain nombre d'utilisateurs actifs permet l'utilisation de techniques de précodages linéaires simples telles que le MRC (Maximum Ratio Combining) sur la liaison montante et MRT (Maximum Ratio Transmitting) sur la liaison descendante. Dans « An Overview of Massive MIMO: Benefits and Challenges », un aperçu de la technologie Massive MIMO est présenté.

### Avantages
- Les effets du fast fading et du bruit non corrélé disparaissent avec le nombre croissant d'antennes dans la station de base.
- Grande efficacité spectrale.
- Haute fiabilité de la communication, faible TEB (taux d'erreur binaire)
- Haute efficacité énergétique.
- Traitement du signal simple. Les schémas simples de traitement linéaire donnent des résultats presque optimaux.
- Exploitation avancée de la diversité et des techniques de multiplexage.
- Augmentation de la capacité du système en termes de débit binaire.

### Défis
- Évaluation de l'information sur l'état du canal (Channel State Acquisition ou CSI)
- Problème de contamination des pilotes
- Conception de modèles et décodeurs de faible complexité
- Effet de l'espacement des antennes et du couplage mutuel sur le système
- Stratégies d'allocation de ressources
- Stratégies de déploiement des antennes dans la station de base.
- Modélisation de canaux pour les scénarios de mobilité élevée
- Impact des imperfections matérielles
- Séparation spatiale des différents utilisateurs afin de les servir dans la même ressource temps-fréquence
- Un nombre suffisant d'antennes pour assurer une QoS donnée (qualité de service)
- Bandes de fréquences à exploiter et agrégation de porteuses
- TDD (Time Division Duplexing) ou FDD (Frequency Division Duplexing) et des méthodes de rétroaction efficaces pour le FDD ;